# Virno srce
Virno srce dvanaesti je studijski album splitske glazbenice Meri Cetinić, kojeg 2009. godine objavljuje diskografska kuća Dancig Bear.

## O albumu
Meri Cetinić se materijalom na albumu okrenula poetici i Dalmatinskom zvuku koji se razlikuje od uobičajenog stila pod utjecajem zapadnjačkog soula, bluesa i jazza. Album sadrži trinaest novih skladbi koje se sastoje od tri tradicionalne te deset autorskih, koje potpisuje Meri Cetinić i njezini suradnici Jure Stanić i Helena Papić, Slobodan M. Kovačević i Milenka Srdelić. Na album se kao autor i izvođač pojavljuje Merina kći Ivana Burić, koja je napisala i otpjevala dvije pjesme, dok se u trećoj, tradicionalnoj "Da mi se je navoziti", pojavljuje u ulozi pratećeg vokala.
Kao gosti na albumu pojavljuju se klape Fa Linđo, Tiramol i Ivan Grozni, zatim Sandro Bačić (ujedno zajedno s Meri i producent albuma), Vinko Didović, Ante Cetinić, i mnogi drugi.

## Popis pjesama
| Br. | Skladba                | Autor                                                          | Trajanje |
| --- | ---------------------- | -------------------------------------------------------------- | -------- |
| 1.  | »Gardeline moj«        | Jure Stanić May/Helena Papić Borozan/Meri Cetinić/Sandro Bačić |          |
| 2.  | »Mirisna posteja«      | Meri Cetinić/Milenka Sardelić/Meri Cetinić/Sandro Bačić        |          |
| 3.  | »Javi mi se, dušo«     | Narodna/Meri Cetinić/Sandro Bačić                              |          |
| 4.  | »Na mojemu škoju«      | Sandro Bačić/Ivo Didović/Meri Cetinić                          |          |
| 5.  | »Rijeka bez povratka«  | Meri Cetinić/Juroslav Burić/Ante Cetinić                       |          |
| 6.  | »Spavaj, spavaj dragi« | Slobodan M. Kovačević/Meri Cetinić/Sandro Bačić/Vinko Didović  |          |
| 7.  | »Griža«                | Meri Cetinić/Milenka Sardelić/Sandro Bačić                     |          |
| 8.  | »Da mi se je navoziti« | Narodna/Meri Cetinić/Sandro Bačić                              |          |
| 9.  | »Slobodan k'o ja«      | Ivana Burić/Meri Cetinić/Sandro Bačić                          |          |
| 10. | »Maistrale moj«        | Vinko Didović/Sandro Bačić/Meri Cetinić                        |          |
| 11. | »Ostavi me je«         | Meri Cetinić/Sandro Bačić                                      |          |
| 12. | »Naša jubav«           | Meri Cetinić/Ante Cetinić                                      |          |
| 13. | »Duga«                 | Ivana Burić/Ante Cetinić                                       |          |

## Izvođači
- Meri Cetinić - solo vokal
- Ivana Burić – solo vokal ("Duga", "Slobodan k'o ja"), prateći vokal ("Gardeline moj")
- Tete Jakica - ("Maistrale moj")
- Sandro Bačić - gitare, bas-gitara, programiranje
- Vinko Didović - klavir, orgulje, harmonika
- Ante Cetinić - svi instrumenti ("Duga", "Naša jubav", "Rijeka bez povratka")
- Jakša Kriletić-Jordes - saksofon ("Gardeline moj", "Na mojemu škoju")
- Željko Lozica - klarinet ("Na mojemu škoju")
- Bruno Filipović - električna gitara ("Slobodan k'o ja")
- Sretko Silić - bas-gitara ("Gardeline moj", "Slobodan k'o ja")
- Josipa Dužević - prateći vokal ("Ostavi me je")
- Mirej Botica - recitator ("Maistrale moj")
- Meri Cetinić - prateći vokal ("Duga")

Klape
- Fa Linđo ("Spavaj, spavaj dragi")
- Tiramol ("Mirisna Posteja")
- Ivan Grozni ("Griža", "Javi mi se dušo", "Na mojemu škoju")

### Produkcija
- Producenti - Meri Cetinić, Sandro Bačić
- Izvršni producent - Meri Cetinić

Aranžmani
- Sandro Bačić / Meri Cetinić
- Ante Cetinić ("Duga", "Naša jubav", "Rijeka bez povratka")
- Arnžmani za klape - Vinko Didović

Snimano
- Studio Sandra Bačića u Korčuli - snimatelj, mix i master Sandro Bačić
- Studio Antesonic Nizozemska ("Duga", "Naša jubav", "Rijeka bez povratka")
- snimatelj, miks i mastering - Ante Cetinić
- Vokali snimljeni u studiju Sandra Bačića u Korčuli i u studiju Devi - Split, ("Da mi se je navoziti", "Slobodan k'o ja", "Duga")
- Gardeline moj miks i mastering - Željko Veljković
- Fotografije - Ivo Pervan
- Ideja za omotnicu i izbor fotografija - Ivana Burić i Meri Cetinić
- Dizajn - Bachrach & Krištofić

## Vanjske poveznice
- Službene stranice Meri Cetinić - Recenzija albuma
- Diskografija.com - Popis pjesama